# الضي (الطويلة)

تعديل مصدري - تعديل

الضي هي إحدى قرى عزلة القصبة بمديرية الطويلة التابعة لمحافظة المحويت، بلغ تعداد سكانها 219 نسمة حسب تعداد اليمن لعام 2004.